# Горња Врела
Горња Врела је насељено мјесто у општини Брод, Република Српска, БиХ. Према прелиминарним подацима пописа становништва 2013. године, у насељу је живјело свега 52 становника.

## Историја
До 1990. године насеље је носило назив Врела Горња.

## Становништво
Према попису становништва из 1991. године, мјесто је имало 326 становника.
| Демографија | Демографија | Демографија |
| Година      | Становника  | Становника  |
| ----------- | ----------- | ----------- |
| 1948.       | 440         |             |
| 1953.       | 518         |             |
| 1961.       | 489         |             |
| 1971.       | 443         |             |
| 1981.       | 358         |             |
| 1991.       | 326         |             |